# Saint Luc (Le Greco)
Pour les articles homonymes, voir Saint Luc.
Saint Luc est une peinture à l'huile sur toile d'environ 72 × 55 cm réalisée par Le Greco entre 1610 et 1614 et conservée aux États-Unis, au musée d'Art d'Indianapolis.

## Analyse
Durant la dernière décennie de sa vie, Le Greco a peint une série connue comme la « série des apôtres » (Apostolado). Celui-ci représentant saint Luc, tenant son évangile et un pinceau, fait partie d'une série de neuf apôtres peints pour l'église paroissiale d'Almadrones, petite ville de la province de Guadalajara. L'église est saccagée pendant la guerre d'Espagne (1936-1939) et les tableaux sont enlevés pour être sauvegardés pour être finalement vendus.

## Provenance
Ce tableau est conservé jusqu'en 1936 à l'église d'Almadrones et placé ensuite au fort de Guadalajara (ancien couvent Saint-François) jusqu'en 1941 lorsqu'il entre pour restauration au musée du Prado ; en 1945, il est restitué à l'évêché de Sigüenza, puis vendu et légalement exporté en 1952 aux Newhouse Galleries de New York. Il est acheté par le Dr. G.H.A. Clowes (1877-1958) d'Indianapolis. À sa mort en 1958, la Clowes Fund Collection d'Indianapolis entre au musée d'art d'Indianapolis (n° d'inventaire C 10034).